# Gagybátor
Gagybátor ist eine ungarische Gemeinde im Kreis Szikszó im Komitat Borsod-Abaúj-Zemplén.  Gut 40 Prozent der Bewohner zählen zur Volksgruppe der Roma.

## Geografische Lage
Gagybátor liegt in Nordungarn, 39 Kilometer nordöstlich des Komitatssitzes Miskolc und 26 Kilometer nördlich der Kreisstadt Szikszó an dem Fluss Bátor-patak. Nachbargemeinden sind Gagyvendégi, Abaújlak, Szászfa und Krasznokvajda. Die nächste Stadt Encs befindet sich 17 Kilometer südöstlich.

## Geschichte
Im Jahr 1907 gab es in der damaligen Kleingemeinde 108 Häuser und 643 Einwohner auf einer Fläche von 3555 Katastraljochen. Sie gehörte zu dieser Zeit zum Bezirk Torna im Komitat Abaúj-Torna.

## Söhne und Töchter der Gemeinde
- Ferenc Béres (1922–1996), Sänger und Flötist

## Sehenswürdigkeiten
- Reformierte Kirche, erbaut 1821 im spätbarocken Stil
- Römisch-katholische Kapelle Szent Család
- Landhaus Jakabfalvi (Jakabfalvi-kastély)
- Wandgemälde Bátori életképek

## Verkehr
Gagybátor ist nur über eine Nebenstraße zu erreichen. Es bestehen Busverbindungen nach Gagyvendégi, Szikszó und Encs. Der nächstgelegene Bahnhof befindet sich in Forró-Encs.